# Sławęcin (powiat inowrocławski)
Sławęcin – wieś w Polsce, położona w województwie kujawsko-pomorskim, w powiecie inowrocławskim, w gminie Inowrocław.

## Podział administracyjny
W latach 1975–1998 miejscowość należała administracyjnie do województwa bydgoskiego.

## Demografia
Według Narodowego Spisu Powszechnego (III 2011 r.) wieś liczyła 124 mieszkańców. Jest 35. co do wielkości miejscowością gminy Inowrocław.

## Osoby związane z miejscowością
Na terenie wsi swoje 12-hektarowe gospodarstwo posiadał i mieszkał tam wraz z rodziną Roman Bartoszcze – polityk PSL. Gospodarowali tam również jego rodzice i brat – Piotr, który zginął w niewyjaśnionych okolicznościach w roku 1984. Rodzina przeniosła się na Kujawy po II wojnie światowej z Lubelszczyzny.